# Joseph de Baillet
Joseph de Baillet, né à Anvers le 27 juillet 1787 et mort à Bruxelles le 29 novembre 1861, est un homme politique belge.

## Biographie
Fils de Jean de Baillet, il est le gendre de Corneille Osy de Zegwaart.

## Fonctions et mandats
- Membre des États provinciaux de Brabant-Méridional
- Bourgmestre de Grez-Doiceau
- Membre du Congrès national : 1830-1831
- Membre du Sénat belge : 1832-1851
- Vice-président du Sénat belge : 1838-1847, 1849-1851

## Sources
- F. DONNET, L'histoire d'un titre ou le premier comte de Baillet, in: Le Parchemin, 1959.
- Jacques VAN OFFELEN, Joseph de Baillet, in: Biographie nationale de Belgique, t. XXXIII, 1965-1966.
- Oscar COOMANS DE BRACHÈNE, État présent de la noblesse belge, Annuaire 1984, Brussel, 1984